# Croix des Thianges
La croix des Thianges, est située dans le cimetière de la commune de Coust dans le Cher.

## Historique
Ce calvaire du XVe siècle fait l’objet d’un classement au titre des monuments historiques depuis le 26 septembre 1892.

## Architecture
La croix des Thianges est datée de 1472 et attribuée aux ateliers berruyers. Elle échappe aux destructions commises lors du passage des protestants et des révolutionnaires. Seule sa partie basse a été mutilée, la partie haute ayant alors été dissimulée. 
Huit niches devaient porter des statuettes, aujourd'hui disparues. Restaurée en 1980 et en 2007, elle porte un Christ en croix ainsi qu'une Vierge à l'Enfant. Sur sa base, à la fin du XVIIIe siècle, ces inscriptions sont déchiffrées : 

« NOBLE HOMME MESSIRE JAQUE DE TIANGE CHEVALIER SEIGNEUR DU CREUZET ET CHANGY ET DAME JEANNE TOULU SA FEMME ONT FAIT FAIRE CETTE CROYS ET FUT FETTE LAN MIL CCCCLXXII PRIEZ DIEU POUR E. »

Le nom de « Toulu », que donne Jacques Baudoin serait en réalité celui de « Turlin ». Les deux blasons des époux sont toujours visibles.

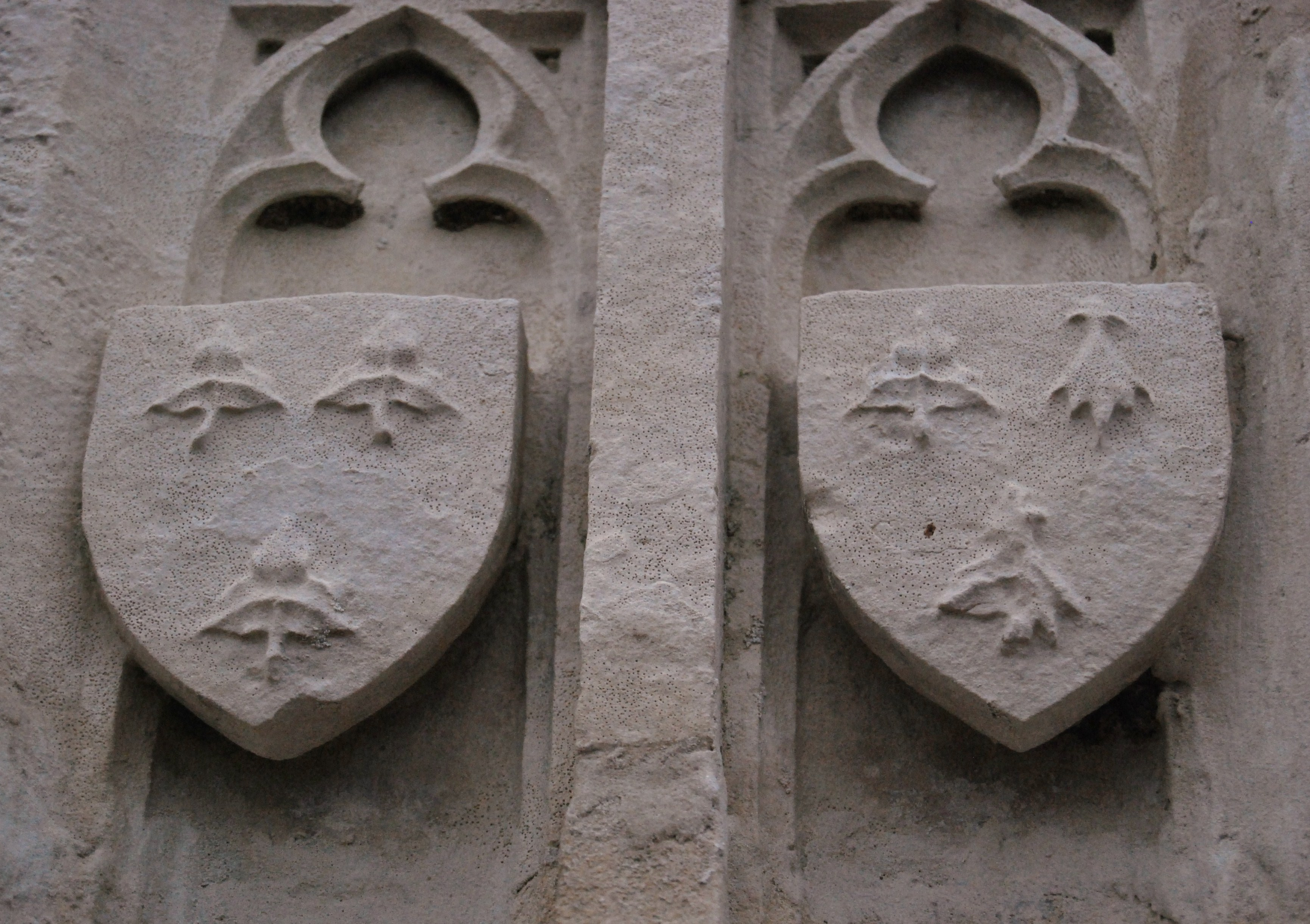
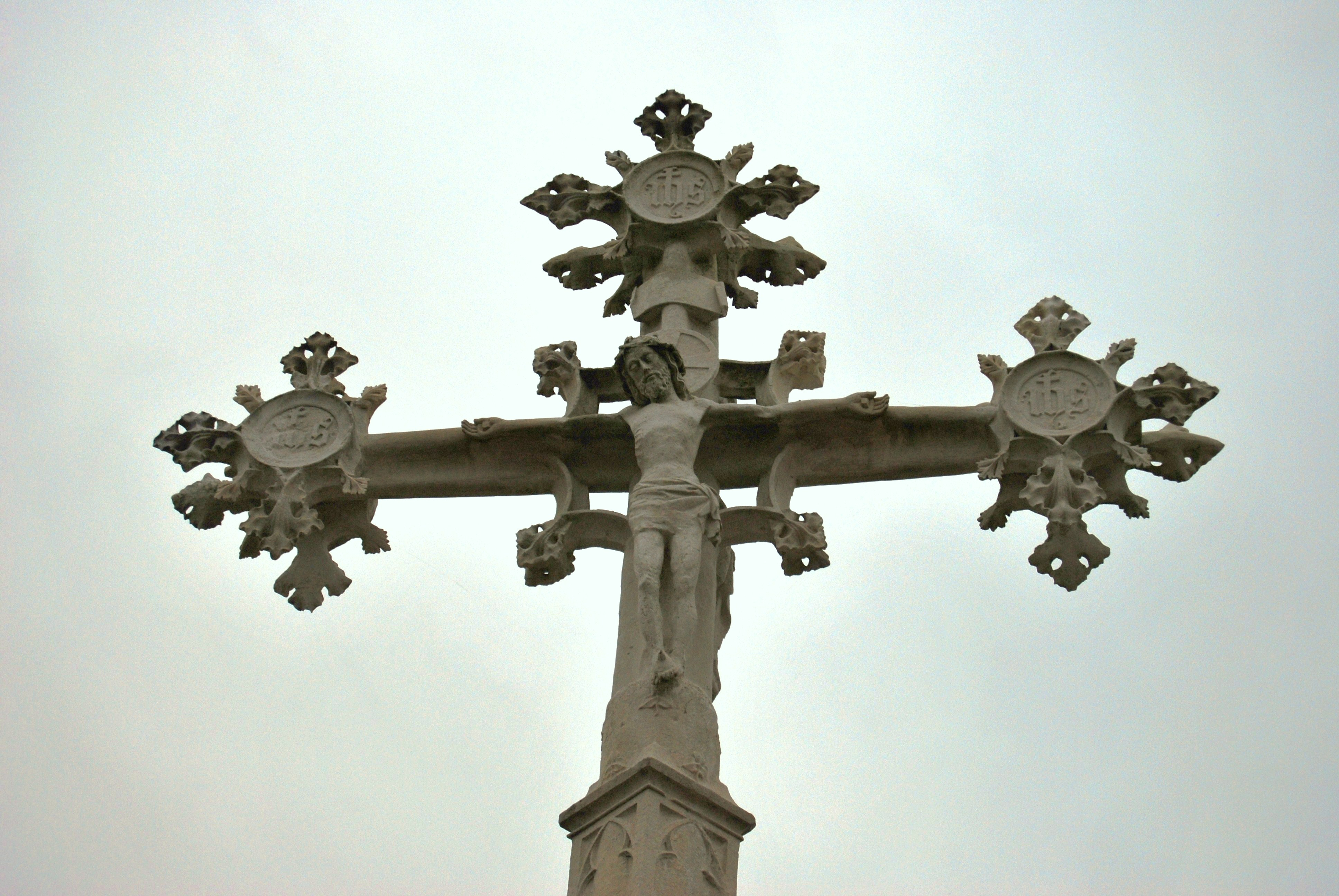
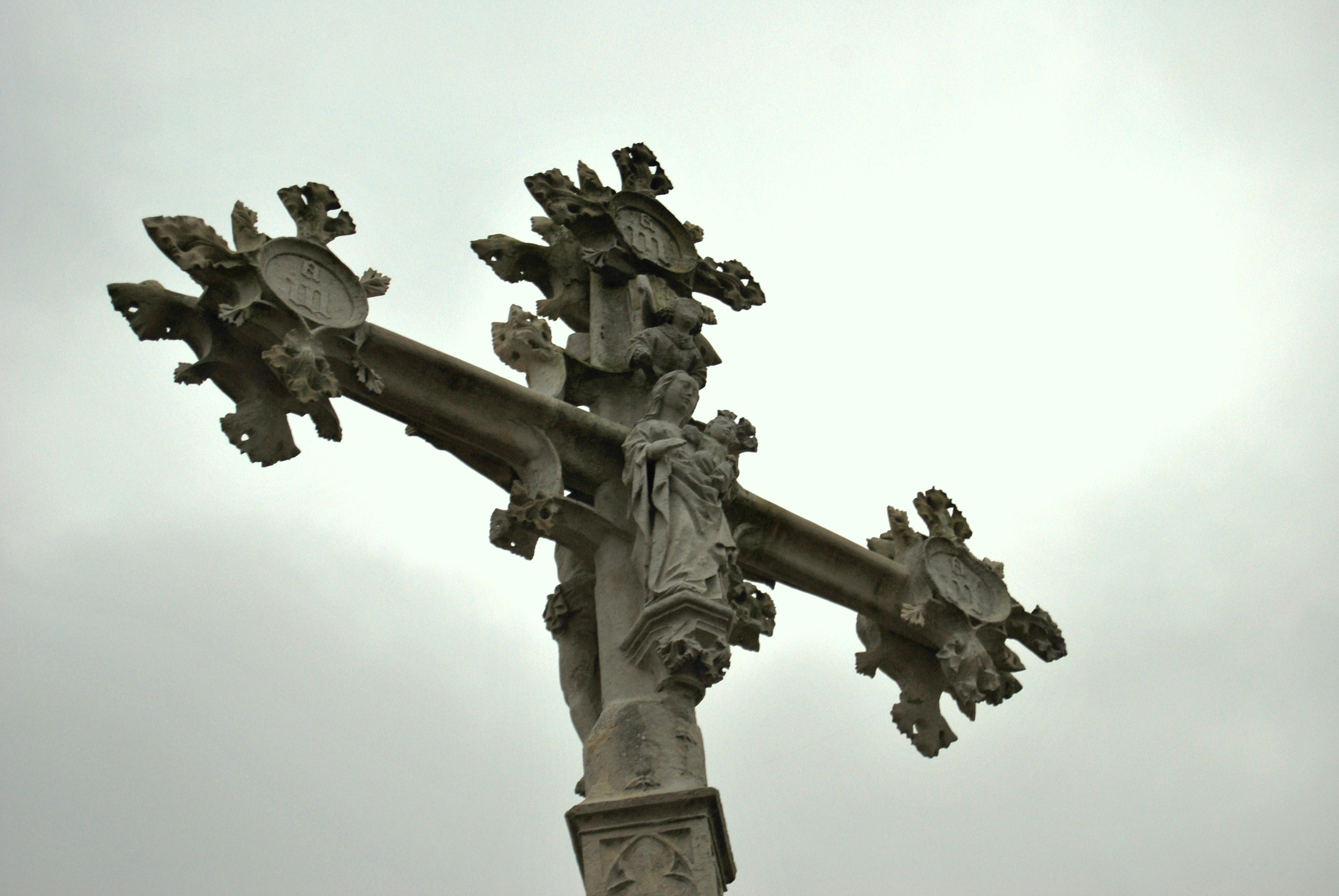